# Elecciones generales de San Cristóbal y Nieves de 1989
Elecciones generales tuvieron lugar en San Cristóbal y Nieves el 21 de marzo de 1989. El resultado fue una victoria para el Movimiento Popular de Acción, el cual ganó seis de once escaños.

## Resultados
| Partido                                     | Votos  | %    | Escaños | +/-   |
| ------------------------------------------- | ------ | ---- | ------- | ----- |
| Movimiento de Acción Popular                | 8 090  | 45,4 | 6       | 0     |
| Partido Laborista de San Cristóbal y Nieves | 6 642  | 37,3 | 2       | 0     |
| Partido Reformista de Nieves                | 1 948  | 10,9 | 2       | -1    |
| Movimiento de los Ciudadanos Responsables   | 1 135  | 6,4  | 1       | Nuevo |
| Partido Liberal Progresivo                  | 12     | 0,1  | 0       | 0     |
| Destructores de Monopolios Kelsick y Wilkin | 4      | 0,0  | 0       | 0     |
| Votos blancos/nulos                         | 91     | –    | –       | –     |
| Total                                       | 17 922 | 100  | 11      | 0     |
| Electores registrados/participación         | 26 481 | 67,7 | –       | –     |
| Fuente: Nohlen, O'Flaherty                  |        |      |         |       |